# آدم بويد (سياسي)
آدم بويد (بالإنجليزية: Adam Boyd)‏ هو محامي وقاضي وسياسي أمريكي، ولد في 21 مارس 1746، وتوفي في 15 أغسطس 1835 في الولايات المتحدة. انتخب عضو جمعية نيوجيرسي العامة وانتخب عضو مجلس النواب الأمريكي.